# 보토스 패밀리
《보토스 패밀리》(영어: Botos Family)는 콤마스튜디오가 제작한 한국의 애니메이션이다. 시즌 1의 Part 1은 2018년 9월 20일부터 11월 15일까지 방영했다가 Part 2는 2019년 4월 18일부터 6월 20일까지 KBS 2TV에서 매주 목요일 오후 5시 15분에 방영되었고, 2022년 7월 30일부터 10월 8일까지 매주 토요일 오후 2시 KBS 1TV에서 방영했다.

## 줄거리
반려동물들 사이의 사랑, 우정, 경쟁 등의 관계를 코믹하게 판타지적으로 그린 스톱모션 애니메이션.

## 방영 일시
| 방송 채널 | 방송일                     | 방송 시간 |
| --------- | -------------------------- | --------- |
| KBS 2TV   | 2018년 9월 20일 ~ 11월 5일 | 종료      |
| KBS 2TV   | 2019년 4월 18일 ~ 6월 20일 | 종료      |
| KBS 1TV   | 2022년 7월 30일 ~ 10월 8일 | 종료      |

## 등장인물

### 동물
- 보리(샴고양이)
- 토토(러시안 블루)
- 모찌(코리안 숏헤어)
- 냐냐(페르시안 고양이)
- 제임스(푸들)
- 핑키(시추)
- 파이(닥스훈트)
- 뭉이(삽살개)
- 버드(앵무새)

### 사람
- A(보리, 토토, 모찌의 주인)
- G(A가 운영하는 커피숍의 유일한 단골 손님)
- D(헤어 드레셔)
- B(수의사)(2기부터)

## 목소리 출연
- 임윤선
- 김혜성
- 김채하(2기부터)

## 제작진
- 기획: 콤마스튜디오
- 제작: 콤마스튜디오 (1,2기)- 양종표 공동대표, 이희영 공동대표
- 제작투자: 콤마스튜디오, KBS, SK 브로드밴드, SBA
- 책임프로듀서: OOO
- KBS 프로듀서: 이순주
- 콤마스튜디오 사업 PD: 김만준
- 각본: 이희영, 권난다비, 강나루, 김한나, 오정은
- 캐릭터 디자인: 이희영, 권난다비,
- 음악 연출: 김효석(1기),김정아(2기)
- 작,편곡: 김효석,진주희
- 포스트사운드제작: CICMedia (2기)*
- 저작권: 콤마스튜디오, KBS, SK 브로드밴드, SBA [All rights reserved].

## 방영 목록

### 시즌1
| 회차       | 방송 일자        | 제목                                 |
| ---------- | ---------------- | ------------------------------------ |
| 1화        | 2018년 9월 20일  | 상자를 지켜라너무 졸려...스타 제임스 |
| 2화        | 2018년 9월 27일  | 보리는 요리사간식이 좋아앵무새       |
| 3화        | 2018년 10월 4일  | 과학수사대의사인형                   |
| 4화        | 2018년 10월 11일 | 두근두근 핑키보리의 생일보리는 천재  |
| 5화        | 2018년 10월 18일 | 외출알을 잘 부탁해장난               |
| 6화        | 2018년 10월 25일 | 할로윈로봇 청소기핑키를 지켜라       |
| 7화        | 2018년 11월 1일  | 보리는 화가선택도미노                |
| 8화        | 2018년 11월 8일  | 눈사람당신이 잠든 사이에최면         |
| 9화        | 2018년 11월 15일 | 크리스마스전기장판안녕! 눈사람       |
| 10화       | 2019년 4월 18일  | 체인지오해고양이가 좋아하는 것       |
| 11화       | 2019년 4월 25일  | 그래도 좋아의외의 재능털갈이         |
| 12화       | 2019년 5월 2일   | 돌아온 눈사람질투고민 상담소         |
| 13화       | 2019년 5월 9일   | 모델보물위험한 가족                  |
| 14화       | 2019년 5월 16일  | 꾀병정전간지러워                     |
| 15화       | 2019년 5월 23일  | 폭염사진로봇                         |
| 16화       | 2019년 5월 30일  | 햄버거불청객베게                     |
| 17화       | 2019년 6월 13일  | 리모컨주전자 요정고양이와 산다는 것  |
| 최종화(18) | 2019년 6월 20일  | 그들의 하루자동 급식기공포의 블랙호  |

### 시즌2
| 회차       | 방송 일자       | 제목                                  |
| ---------- | --------------- | ------------------------------------- |
| 1화        | 2022년 7월 30일 | 카우보이젤리보리와 토토, 그리고 모찌  |
| 2화        | 2022년 8월 6일  | 발렌타인데이의심두근두근 제임스       |
| 3화        | 2022년 8월 13일 | 털인형                                |
| 4화        | 2022년 8월 20일 | 인형2아기고양이를 찾아줘모찌를 부탁해 |
| 5화        | 2022년 8월 27일 | 걱정숨바꼭질장애물피하기              |
| 6화        | 2022년 9월 3일  | 제임스의 집 지키는 방법그만해독심술   |
| 7화        | 2022년 9월 17일 | 납작 인형씨앗                         |
| 8화        | 2022년 9월 24일 | 누구세요억울해귀찮아                  |
| 9화        | 2022년 10월 1일 | 보리의 매력늦잠작전                   |
| 최종화(10) | 2022년 10월 8일 | 생선을 지켜라생존                     |